# Claude Zidi
Claude Raymond Djemil Zidi (* 25. července 1934 Paříž) je francouzský filmový scenárista, režisér a kameraman, který se proslavil v 70. letech jako tvůrce úspěšných bláznivých komedií a později také krimikomedií. Za film Prohnilí získal roku 1985 cenu César.

## Životopis
Jeho otec Mohand Tayeb Zidi pocházel z Alžírska a matka Marguerite roz. Krug byla z Alsaska.
Vystudoval kameru na filmové škole Louise Lumièra v Paříži a postupně se vypracoval na asistenta režie. K samostatné režii se poprvé dostal na počátku 70. let, a to potrhlé komedie Bažanti podle vlastního scénáře. Hlavní role ztvárnila komediální skupina Les Charlots a šlo o tak úspěšnou spolupráci, že s nimi Zidi natočil v rychlém sledu ještě tři další filmy. 
Tím získal renomé a začal pracovat s největšími hvězdami francouzské komedie, jako byl Pierre Richard, Jean-Paul Belmondo, Louis de Funès nebo Coluche. Jeho filmy jako Zvíře nebo Křidýlko nebo stehýnko dosáhly velké popularity i v zahraničí.
Na přelomu 70. a 80. let přišlo slabší období Zidiho kariéry, než chytil druhý dech s velmi úspěšnou krimikomedií Prohnilí s Philippem Noiretem, za kterou získal i prestižní cenu César. Později natočil ještě dvě poměrně zdařilá pokračování – Prohnilí proti prohnilým a Superprohnilí (jeho vůbec poslední film). Ke známějším položkám jeho filmografie patří ještě komedie Podtrženo, sečteno! (přepracovaná v Hollywoodu jako Pravdivé lži), a filmová adaptace klasického komiksu Asterix (Asterix a Obelix – další pokračování už točili jiní režiséři). 
Mimo svůj osvědčený komediální žánr se Zidi výjimečně pokusil vystoupit romantickým dramatem Dva (1989), které ale v kinech propadlo. Málo byl humor obsažen také v jeho akčním krimi Nespolehlivý.

## Filmografie
- Bažanti (1971) – hrají Les Charlots
- Blázni ze stadionu (1972) – Les Charlots
- Velký bazar (1973) – Les Charlots, Michel Galabru
- Bažanti jdou do boje (1974) – Les Charlots
- Hořčice mi stoupá do nosu (1974) – Pierre Richard
- Náhradník (1975) – P. Richard
- Křidýlko nebo stehýnko (1976) – L. de Funès, Coluche, J. Guiomar
- Zvíře (1977) – J.-P. Belmondo, Raquel Welch
- Jeden hot a druhý čehý (1978) – L. de Funès, Annie Girardot
- Disciplína musí bejt (1979) – Jacques Villeret
- Inspektor popleta (1980) – Coluche, Gérard Depardieu
- Nenapravitelní (1980) – M. Galabru, Daniel Auteuil
- Nenapravitelní na prázdninách (1982) – D. Auteuil
- Operace Banzaj (1983) – Coluche
- Prohnilí (1984) – Philippe Noiret, Thierry Lhermitte
- Mistři gagu (1985) – Michel Serrault, Gérard Jugnot
- Spolek darebáků (1987)
- Dva (1989) – G. Depardieu, Maruschka Detmers
- Prohnilí proti prohnilým (1990) – P. Noiret, T. Lhermitte
- Podtrženo, sečteno! (1991) – T. Lhermitte, Miou-Miou
- Nespolehlivý (1993) – Patrick Bruel
- Dědictví z Las Vegas (1997) – Christopher Lambert
- Asterix a Obelix (1999) – Christian Clavier, G. Depardieu, Roberto Benigni
- Noční podnik (2001)
- Superprohnilí (2003) – P. Noiret, T. Lhermitte[3]

## Ocenění
Za film Prohnilí s Philippem Noiretem v hlavní roli obdržel v roce 1985 francouzskou filmovou cenu César za nejlepší film a režii.